# 拉森冰川
75°6′S 162°28′E / 75.100°S 162.467°E
拉森冰川（英語：Larsen Glacier），是南極洲的冰川，位於維多利亞地的斯科特海岸，流經阿爾伯特親王山脈，最終在克拉默山以北注入羅斯海，現時由南極條約體系管理。